# Stuksgewijs lineaire functie

Continu stuksgewijs lineaire functie, hier gedefinieerd als

Benadering van een kromme door een stuksgewijs lineaire functie

In de analyse, een deelgebied van de wiskunde, is een stuksgewijs lineaire functie een functie waarvan de grafiek uit aparte lijnstukken bestaat. Als de functie continu is, zal de grafiek een veelhoekige kromme zijn. Een voorbeeld is het schijventarief dat de Nederlandse Belastingdienst hanteert voor het berekenen van de te betalen inkomstenbelasting.
De functie {\displaystyle f} die wordt gedefinieerd door:
{\displaystyle f(x)={\begin{cases}-x-3&{\text{als }}x\leq -3\\x+3&{\text{als }}-3<x<0\\-2x+3&{\text{als }}0\leq x<3\\{\frac {1}{2}}x-4{\frac {1}{2}}&{\text{als }}x\geq 3\end{cases}}}
is stuksgewijs lineair en bestaat uit vier lijnstukken, de grafiek van deze functie wordt in de grafiek rechts getoond. Aangezien de grafiek van een lineaire functie een lijn is, bestaat de grafiek van een stuksgewijze lineaire functie uit lijnstukken en halve lijnen.
Voorbeelden uit de wiskunde zijn de absolute waarde, de blokgolf en de entier.
Een gegeven kromme kan men over een zeker interval door een stuksgewijs lineaire functie benaderen, die een aantal opeenvolgende punten van de kromme verbindt met lijnstukken. Hiervan wordt gebruik gemaakt door de integraal van de kromme over dat interval met de trapeziumregel snel in benadering te berekenen, door de oppervlakten van de trapeziums onder de stuksgewijs lineaire functie op te tellen.